# Battaglia di Forlì
La battaglia di Forlì del 1282 si svolse tra un esercito reclutato in Francia, inviato da papa Martino IV nel tentativo di sottomettere Forlì, ed i ghibellini forlivesi, a cui arrise la vittoria. L'esercito guelfo fu sconfitto grazie all'abilità strategica di Guido da Montefeltro. L'evento è ricordato da Dante Alighieri nella Divina Commedia: "la terra che fe' già la lunga prova e di Franceschi sanguinoso mucchio" (Inferno, XXVII, 43-44).

## I fatti

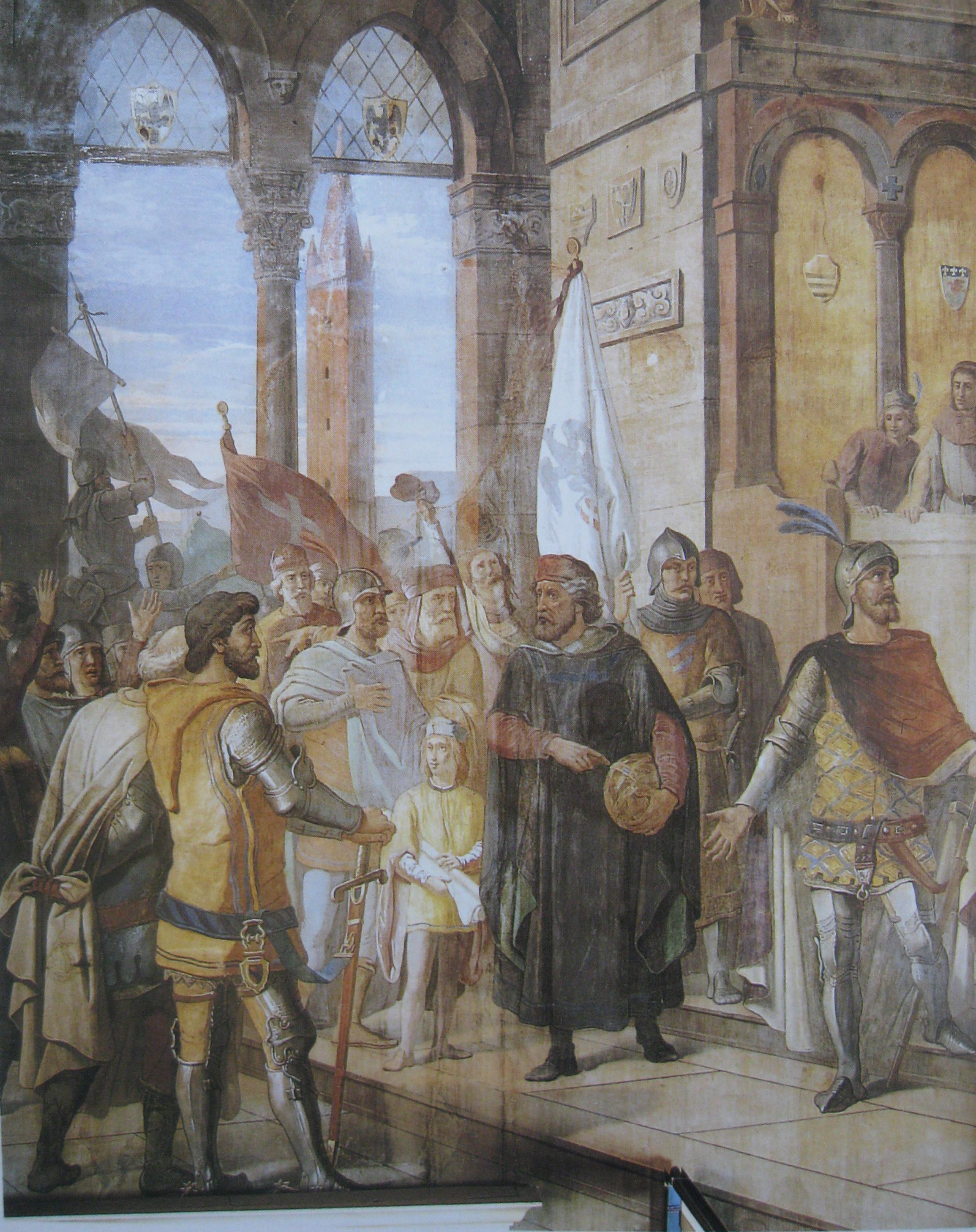
Pompeo Randi, Guido da Montefeltro riceve dal Consiglio degli anziani di Forlì l'ordine di combattere contro l'esercito di papa Martino IV (1870), affresco nella sala del Consiglio dell'ex palazzo della Provincia di Forlì.

Alla fine del 1281 l'esercito francese strinse d'assedio Forlì, che era rimasta forse l'ultima roccaforte ghibellina in Italia, accampandosi nei borghi fuori le mura e radendoli al suolo. Dopo alcuni mesi d'assedio, con la città stremata dalla fame e dalle privazioni sul punto di arrendersi, il condottiero dei forlivesi, Guido da Montefeltro, giocò l'ultima carta a disposizione e tese una trappola all'esercito guelfo.
Guido da Montefeltro e alcune centinaia di uomini uscirono di nascosto dalle mura nella notte tra il 30 aprile e il 1º maggio 1282 e si appostarono nei dintorni della città, mentre un altro nucleo si nascondeva nelle case del centro cittadino. Guido consultò l'astrologo Guido Bonatti, chiedendogli quale sarebbe stato l'esito della battaglia. Bonatti osservò che Marte entrava in Capricorno, la costellazione alla quale era legato il popolo forlivese. Spinse quindi Guido allo scontro, profetizzando la vittoria ed anche il proprio ferimento.
Il giorno seguente i forlivesi finsero la resa aprendo le porte all'esercito guelfo e tributandogli grandi onori. Dopo una giornata trascorsa tra feste e bagordi, in serata la capacità combattiva dell'esercito francese era quasi nulla; fu quello il momento scelto da Guido Bonatti per salire sul campanile di San Mercuriale e suonare le campane. Dalle case in cui erano stati in precedenza nascosti e dalle porte della città, importunamente riaperte, irruppero i soldati forlivesi, che travolsero i francesi addormentati e ubriachi facendone una strage.
Fra i più solerti a compiere il pietoso ufficio della sepoltura dei molti cadaveri, si segnalò il beato Giacomo Salomoni, domenicano.
Grande fu l'effetto psicologico della vittoria forlivese, perché ruppe la fama di imbattibilità di cui le truppe francesi godevano da lungo tempo.

## Letteratura
L'episodio ha ispirato varie opere letterarie.

### La trilogia Fiani-Mistrali
Di grande respiro è la progettata trilogia dell'avvocato e scrittore Bartolommeo Fiani, che ha scritto i primi due romanzi, poi proseguita da Franco Mistrali, che ne ha composto il terzo volume:
- B. Fiani, L'assedio di Forlì. Racconto del secolo XIII. Prologo. Simone Mastaguerra. Volume I, Tip. Matteo Casali e Comp., Forlì 1869.
- B. Fiani, L'assedio di Forlì. Racconto del secolo XIII. Volume II. Tebaldello Zambrasi, Tip. Brugnoli, Lugo 1873.
- F. Mistrali, L'assedio di Forlì. Racconto del secolo XIII. Volume III. Guido Bonatti, Tip. Brugnoli, Lugo 1876.

### Altre opere
- Lorenzo Costa, All'assedio di Forli: 1282. Dramma romantico storico in 4 atti, Ungania, Imola 1907.
- Ivo Ragazzini, Sotto le branche verdi. Gli ultimi ghibellini. MJM editore, 2013.